# Constantino Diógenes
Constantino Diógenes (en griego: Κωνσταντῖνος Διογένης; fallecido en 1032) fue un prominente general bizantino de principios del siglo xi, activo en los Balcanes. Sirvió con distinción en las etapas finales de la conquista bizantina de Bulgaria bajo el emperador Basilio II, y ocupó altos mandos en los Balcanes hasta su arresto en 1029, como resultado de su participación en una conspiración contra el emperador Romano III. Encarcelado y obligado a entrar en un monasterio, se suicidó en 1032, durante una investigación o sobre una conspiración mayor. Fue el padre del emperador Romano IV Diógenes.

## Biografía
Constantino Diógenes es el primer miembro notable de la noble familia capadocia Diógenes, que desempeñó un papel importante en Bizancio en el siglo xi. Constantino comenzó su carrera como comandante de uno de los tagmas occidentales durante el reinado de Basilio II (reino entre 976 y 1025), en las campañas de este último contra Bulgaria. En 1014, participó en la decisiva victoria bizantina de Clidio (29 de julio),  y posteriormente sucedió a Teofilacto Botaniates como comandante (dux) de Tesalónica con el rango de patricio, convirtiéndose en el segundo general del Imperio en los Balcanes después de David Arianita. Luego de la muerte del zar Samuel de Bulgaria en octubre, de Diógenes y Nicéforo Xifias fueron enviados a la región de Moglena como la vanguardia del emperador y el ejército principal. Durante esta campaña, Diógenes construyó la fortaleza de Milobos, como se demuestra en la inscripción de uno de los fundadores.
La conquista de Moglena fue completada en 1015 o 1016. En 1017, Diógenes y David Arianites condujeron tropas para saquear la fértil llanura de Pelagonia, donde capturaron a muchos prisioneros y ganado. Poco después, Basilio II lo puso a cargo de los tagmas de las escolas de Occidente y de Tesalónica, y le encargó perseguir al zar Iván Vladislav. El gobernante búlgaro preparó una emboscada para sus perseguidores, pero Basilio fue informado a tiempo, y condujo al resto de sus tropas para ayudar a Diógenes, dispersando a los búlgaros.

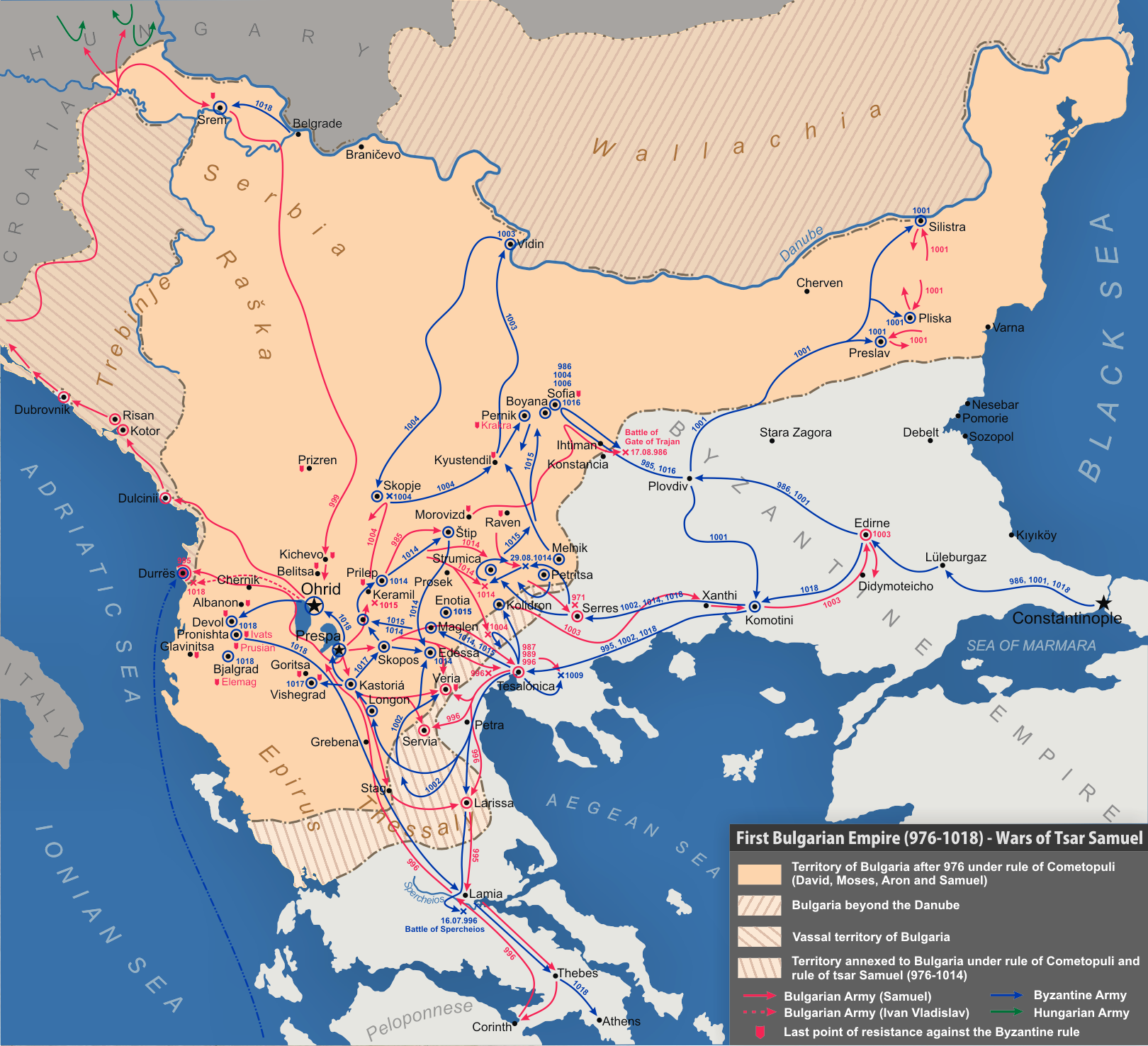
Mapa de las Guerras búlgaro-bizantinas en la época del emperador Basilio II y el zar Samuel de Bulgaria.

Después de la muerte Iván Vladislav en febrero de 1018, Diógenes fue encargado de eliminar los últimos centros restantes de resistencia búlgara. Tomó Sirmio y fue nombrado su comandante (arconte), con su autoridad extendida sobre los pequeños estados serbios vasallos de Rascia. Su título era posiblemente la de «estratego de Serbia» (en griego: στρατηγός Σερβίας), que es registrado en un sello que se le atribuye. Diógenes recibió órdenes imperiales para someter a Sermon, el gobernante de Sirmia, con el fin de consolidar el control bizantino sobre los Balcanes septentrionales. Para capturarlo, Diógenes invitó a Sermón a una reunión en el estuario del río Sava en el Danubio, donde cada uno iría solamente acompañado por tres asistentes. Diógenes sin embargo había ocultado una espada bajo sus ropas, y luego asesinó a Sermon. Después, marchó con su ejército a Sirmia, tomando posesión de la ciudad. La esposa de Sermon fue enviada como prisionera a Constantinopla.
Alrededor de 1022 o 1025, Constantino sucedió a Arianita como comandante general bizantino (estratego autócrator) de la conquistada Bulgaria. En esta capacidad, repelió una gran invasión de los pechenegos en 1027. Ese mismo año, se retiró al sur, de regreso a Tesalónica, pero mantuvo, al menos nominalmente, su papel como comandante general, ya que lo demuestra otro sello que lo llama «antípato, patricio y dux de Tesalónica, Bulgaria y Serbia».
Constantino había estado casado con una hija de nombre desconocido de Basilio Argiro, hermano del emperador Romano III (reino entre 1028 y 1034), pero en 1029 fue acusado, junto con otros generales balcánicos importantes como Eustacio Dafnomeles, de conspirar contra el emperador con la princesa Teodora Porfirogeneta. Fue trasladado al este como estratego del Thema Tracesiano, pero tan pronto como se confirmó su complicidad en el asunto, fue llamado a Constantinopla. Allí fue encarcelado, golpeado y luego de desfilar públicamente en la calle principal de la capital junto con los otros conspiradores, fue tonsurado y obligado a entrar en el Monasterio de Studion. La misma Teodora también fue puesta en un convento, pero ella aparentemente continuaba conspirando con Diógenes, que planeaba aprovechar la ausencia de Romano en la campaña en el Este en 1032 para escapar a los Balcanes. El complot fue revelado a Romano por Teófanes, metropolitano de Tesalónica, y los conspiradores fueron arrestados. Diógenes fue llevado al palacio de Blanquerna para ser interrogado por Juan el Eunuco, pero se suicidó, tirándose de un muro, en lugar de confesar bajo tortura e implicar a sus compañeros de conspiración.
El hijo de Constantino, Romano Diógenes, se convirtió en un general exitoso y finalmente ascendió hasta convertirse en emperador en 1068-1071.